# امیر گل چوتو
امیر گل چوتو (انگلیسی: Amir Gul Chhutto؛ زادهٔ ۱۵ نوامبر ۱۹۸۶) بازیکن فوتبال اهل پاکستان بود.
وی همچنین در تیم‌های ملی فوتبال زیر ۲۳ سال پاکستان و پاکستان بازی کرده است.